# Hieracium ovatifrons
Hieracium ovatifrons là một loài thực vật có hoa trong họ Cúc. Loài này được Dahlst. ex Noto>! mô tả khoa học đầu tiên năm 1910.